# Cortisol
El cortisol (hidrocortisona) es una hormona esteroidea, o glucocorticoide, producida por la capa fascicular de la corteza de la glándula suprarrenal. Se libera como respuesta al estrés y a un nivel bajo de glucosa en la sangre. Sus funciones principales son incrementar el nivel de azúcar en la sangre (glucemia) a través de la gluconeogénesis, suprimir el sistema inmunológico y ayudar al metabolismo de las grasas, proteínas y carbohidratos. Además, disminuye la formación ósea. Varias formas sintéticas de cortisol se usan para tratar una gran variedad de enfermedades diferentes.
En el ser humano, estudios cinéticos de la conversión del colesterol libre del plasma en cortisol han demostrado que, en esencia, todo el cortisol secretado deriva del colesterol circulante en condiciones basales y como resultado de la estimulación aguda con adrenocorticotropina (ACTH).

## Fisiología

### Producción y secreción
El cortisol es secretado y almacenado en la zona fascicular de la corteza adrenal, una de las dos partes de la glándula suprarrenal. Esta liberación está controlada por el hipotálamo, una parte del cerebro, en respuesta al estrés o a un nivel bajo de glucosa en la sangre. La secreción de la hormona liberadora de corticotropina (CRH) por parte del hipotálamo desencadena la secreción de la hipófisis de la hormona suprarrenal corticotropina (ACTH); esta hormona es transportada por la sangre hasta la corteza suprarrenal, en la cual desencadena la secreción de glucocorticoides.
La secreción de cortisol está gobernada por el ritmo circadiano de la hormona adrenocorticotropa (ACTH); aumenta significativamente tras despertar, debido a la necesidad de generar fuentes de energía (glucosa) después de largas horas de sueño; aumenta significativamente también al atardecer, ya que esto nos produce cierto estrés.[cita requerida] El cortisol se une a proteínas en el plasma sanguíneo, principalmente a la globulina fijadora de cortisol (CBG) y un 5% a la albúmina; el resto, entre 10 y 15% se encuentra circulando libre. Cuando la concentración del cortisol alcanza niveles de 20-30 µg/dL en la sangre, la CBG se encuentra saturada y los niveles de cortisol plasmáticos aumentan velozmente.
La vida media del cortisol es de 60 a 90 minutos, aunque tiende a aumentar con la administración de hidrocortisona, en el hipertiroidismo, la insuficiencia hepática o en situaciones de estrés.

### Principales funciones en el cuerpo
Las funciones principales del cortisol en el cuerpo son:
- Metabolismo de hidratos de carbono, proteínas y grasas (acción glucocorticoide).
- Homeostasis del agua y los electrólitos (acción mineralcorticoide).
- Incrementar el nivel de glucosa en la sangre a través de la gluconeogénesis.
- Suprimir la acción del sistema inmunitario.

Sin embargo, uno de los efectos del cortisol es que disminuye la formación ósea, pudiendo generar problemas de crecimiento. El cortisol (hidrocortisona endógena) se usa para tratar varias dolencias y enfermedades como la enfermedad de Addison, la Hiperplasia suprarrenal congénita, enfermedades inflamatorias, reumáticas y alergias. La hidrocortisona es un corticoide de baja potencia, disponible sin receta en algunos países, que se utiliza de forma tópica para tratar afecciones cutáneas que no presentan un componente inflamatorio importante, tales como eczemas, eritemas, entre otros.
El cortisol previene la liberación en el cuerpo de sustancias que causan inflamación (prostaglandinas y leucotrienos). Estimula la gluconeogénesis, la descomposición de las proteínas y las grasas para proporcionar metabolitos que pueden ser convertidos en glucosa en el hígado. A diferencia de los otros esteroides suprarrenales, ejerce un control por retroalimentación negativa sobre la síntesis de ACTH, inhibiendo su formación con la supresión de su transcripción genética en la hipófisis.

### Pautas y ritmos de secreción
Los niveles de cortisol secretados en la corteza suprarrenal y disponibles en el organismo son distintos a lo largo del día y puede advertirse en ellos un patrón circadiano. Las mediciones realizadas en saliva y otros líquidos biológicos a diferentes horas del día muestran variaciones diurnas de la hormona (test de variación diurna de cortisol, TVDC). Así se objetivan recuentos más altos de cortisol por la mañana (aproximadamente a las 8 horas), que se mantienen con una disminución discreta hasta el ocaso, momento en el que experimentan un pico transitorio, al que sigue una depresión significativa con mínimos durante la noche y la madrugada o , 3 a 5 horas después de la aparición del sueño. La información sobre el ciclo luz/oscuridad se transmite desde la retina hasta el núcleo supraquiasmático del hipotálamo. Estas pautas no están presentes al nacer (las estimaciones de cuándo se inician varían entre dos semanas y nueve meses).
Se han observado alteraciones en los niveles de cortisol en relación con niveles anormales de ACTH, trastornos físicos y psíquicos, eventos vitales estresantes, y factores de estrés fisiológico (disnea, fiebre, dolor, palpitaciones, deshidratación, traumatismos, etc.). Las concentraciones de la hormona se ven afectadas, tanto por factores endógenos, cuanto por los cambios ambientales en los ámbitos biológico y psicosocial.

### Niveles normales (Cortisol basal)
Los siguientes datos son ejemplos de los niveles de cortisol al comienzo del día (teóricamente sobre las 9) de diferentes laboratorios u hospitales del mundo. Por tanto, coincide con una muestra aleatoria de un nivel de cortisol matutino.
- Australia:
  - Estado basal: 200-650 nmol/L
- USA:
  - nivel de AM: 4.0-22.0 µg/dL
  - nivel de PM: 3.0-17.0 µg/dL
- UK:
  - Hospital 1: nivel de cortisol basal >150 nmol/L.
  - Hospital 2: rango de referencia del cortisol a las 9am 200-600 nmol/L.

Nota: si bien no se puede dar ningún factor de conversión directo para la correlación de µg/dL a nmol/L respecto a las estimaciones de cortisol en plasma o suero, una aproximación puede ser adquirida mediante la aplicación de un factor de 29,8, por lo que 10 µg/dL es muy parecido a 298 nmol/L.

### Efectos
El cortisol es liberado en respuesta al estrés y actúa para restablecer la homeostasis. Sin embargo, la secreción prolongada de cortisol en altas cantidades, en casos de estrés crónico o hipersecreción de ACTH (síndrome de Cushing), da lugar a importantes cambios fisiológicos.
Insulina
El cortisol contrarresta la insulina, contribuyendo a la hiperglucemia a través de la estimulación de la gluconeogénesis hepática y la inhibición de la utilización periférica de la glucosa con la disminución de la translocación de transportadores de glucosa a la membrana celular, especialmente el GLUT4. Sin embargo, el cortisol aumenta la síntesis de glucógeno (glucogénesis) en el hígado. El efecto permisivo de cortisol en la acción de la insulina en la glucogénesis hepática se observa en el cultivo de hepatocitos en el laboratorio, aunque el mecanismo es desconocido.
Colágeno
En ratas de laboratorio, la pérdida de colágeno inducida por el cortisol en la piel es diez veces mayor que en cualquier otro tejido. El cortisol (como opticortinol) puede inhibir inversamente las células precursoras de IgA en el intestino de los terneros. El cortisol también inhibe el IgA en suero, como lo hace la IgM, pero no está demostrado que inhiba la IgE.
Secreción gástrica y renal
El cortisol estimula la secreción ácida gástrica. Su único efecto directo sobre la excreción del ion hidrógeno de los riñones es la estimulación de la excreción del ion amonio mediante la inactivación de la enzima glutaminasa renal. La secreción de cloruro neta en los intestinos es disminuida inversamente por el cortisol in vitro (metilprednisolona).
Sodio
El cortisol inhibe la pérdida de sodio a través del intestino delgado de los mamíferos. El agotamiento del sodio, sin embargo, no afecta al cortisol, por lo que el cortisol no puede ser usado para regular el suero sódico. Originariamente, el objetivo del cortisol puede haber sido transportar sodio; esta hipótesis se soporta en el hecho de que los peces de agua dulce utilizan el cortisol para estimular el sodio hacia el interior, mientras que los peces de agua salada tienen un sistema basado en el cortisol para expulsar el exceso de sodio.
Potasio
La carga de sodio aumenta la intensidad de la excreción del potasio mediante el cortisol, de la misma forma que lo hace la corticosterona. Para que el potasio salga de la célula, el cortisol hace entrar un número igual de iones sodio. Como podemos ver, esto debería hacer que la regulación del pH fuese mucho más simple, al contrario que en la situación normal de falta de potasio donde aproximadamente 2 iones sodio entran por cada 3 iones potasio que salen, que es más cercano al efecto de la desoxicorticosterona. Sin embargo, el cortisol sistemáticamente causa la alcalosis del suero, mientras que en una deficiencia de pH no cambia. Quizás este puede ser el objetivo de llevar el pH del suero a un valor óptimo para algunas de las enzimas inmunológicas durante las infecciones en los momentos en los que el cortisol disminuye. La pérdida directa de potasio en los riñones también es bloqueada mediante el descenso de la concentración de cortisol (9-α-fluorhidrocortisona).
Agua
El cortisol también actúa como una hormona antidiurética. La mitad de la diuresis intestinal es controlada así. En los perros, la diuresis de los riñones es controlada igualmente por el cortisol y el descenso de la excreción de agua sobre el descenso de cortisol (dexametasona) es debido probablemente a la estimulación inversa de la hormona antidiurética (ADH o arginina vasopresina), cuya estimulación no es anulada mediante la carga de agua. Los humanos y otros animales también usan este mecanismo.
Cobre
Es probable que el incremento de la disponibilidad de cobre con fines inmunológicos sea la razón de que muchas enzimas de cobre sean estimuladas hasta una extensión que suele ser el 50% de su potencial total por el cortisol. Esto incluye a la lisil oxidasa, una enzima que se usa para el “cross-linking” del colágeno y la elastina. La estimulación de la superóxido dismutasa por el cortisol es particularmente valiosa para el sistema inmunológico, ya que esta enzima de cobre es usada por el cuerpo para permitir que el superóxido envenene las bacterias. El cortisol causa un descenso de 4 o 5 veces en la concentración de metalotioneínas, una proteína de almacenamiento de cobre en ratones (sin embargo los roedores no sintetizan el cortisol por sí mismos). Esta puede existir para proporcionar más cobre en la síntesis de ceruloplasmina o para liberar el cobre molecular. El cortisol tiene un efecto opuesto sobre el ácido α-aminoisobutírico que sobre otros aminoácidos. Si el ácido α-aminoisobutírico es usado para transportar cobre a través de la pared celular, esta anomalía puede ser posiblemente explicada.
Sistema inmune
El cortisol puede debilitar la actividad del sistema inmune evitando la proliferación de células T. Para ello, vuelve a las T productoras de interleucina-2 insensibles a la interleucina-1 (IL-1) e incapaces de producir el factor de crecimiento de las células T. El cortisol también tiene un efecto negativo sobre la interleucina-1. La IL-1 debe de ser especialmente útil para combatir algunas enfermedades; sin embargo, las endotoxinas bacterianas han conseguido ventaja forzando al hipotálamo a incrementar los niveles de cortisol mediante la secreción de la hormona CRH, en este caso antagonizando la IL-1. Las células supresoras no son afectadas por el factor modificador de la respuesta glucoesteroide GRMF, así que el punto efectivo para las células inmunes puede ser incluso más alto que el punto de procesos psicológicos. Esto refleja la redistribución de los leucocitos hacia ganglios linfáticos, médula ósea y piel. La administración aguda de corticosterona (el receptor agonista endógeno de los tipos I y II) o RU28362 (un receptor agonista de tipo II específico) sobre animales con adrenalina induce cambios en la distribución de los leucocitos. Las células NK (Natural Killer) no son afectadas por el cortisol.
Metabolismo óseo
Baja la formación ósea, así que favorece el desarrollo de osteoporosis a largo plazo. El cortisol saca el potasio de las células a cambio de un número igual de iones sodio como se ha mencionado antes. Esto puede causar un gran problema con la hiperpotasemia del shock metabólico debido a cirugía, ya que el cortisol reduce la absorción de calcio en el intestino.
Memoria
El cortisol coopera con la epinefrina (adrenalina) para crear recuerdos a corto plazo de acontecimientos emocionales; este es el mecanismo propuesto de almacenamiento de recuerdos “flashbulb”, y pueden originarse como un medio para recordar qué evitar en el futuro. Sin embargo, la exposición al cortisol a largo plazo acarrea daños en células del hipocampo, que provocan un aprendizaje dañado.

### Efectos físicos del cortisol
El cortisol es una hormona esteroidea producida por la glándula suprarrenal en respuesta al estrés y como parte del ciclo circadiano del cuerpo. Desempeña un papel esencial en diversas funciones fisiológicas, incluyendo el metabolismo de carbohidratos, grasas y proteínas, la regulación del azúcar en sangre, la modulación del sistema inmunológico y la respuesta inflamatoria.
En condiciones normales, el cortisol contribuye a mantener la homeostasis del organismo. Sin embargo, niveles elevados de cortisol de forma crónica, como los que pueden observarse en situaciones de estrés prolongado o en trastornos endocrinos como el síndrome de Cushing, pueden tener efectos perjudiciales sobre la salud física.
Algunos de los efectos físicos más comunes del exceso de cortisol incluyen:
- Aumento de peso, particularmente en la región abdominal.
- Hipertensión arterial, debido a su efecto sobre la retención de sodio y el tono vascular.
- Debilitamiento del sistema inmunológico, que puede aumentar la susceptibilidad a infecciones.
- Disminución de la masa ósea y muscular, lo que incrementa el riesgo de osteoporosis y debilidad muscular.
- Alteraciones en el metabolismo de la glucosa, que pueden contribuir al desarrollo de resistencia a la insulina y diabetes tipo 2.
- Trastornos del sueño, como insomnio o sueño interrumpido.
- Problemas dermatológicos, como piel delgada, acné o cicatrización lenta de heridas.

El manejo adecuado del estrés, el ejercicio físico regular, una dieta equilibrada y un sueño de calidad son estrategias comunes recomendadas para mantener niveles saludables de cortisol.
Efectos adicionales
- Incrementa la presión sanguínea incrementando la sensibilidad de la vasculatura a la epinefrina y la norepinefrina. En ausencia de cortisol, ocurre la vasodilatación generalizada.
- Inhibe la secreción de la hormona liberadora de corticotropina (CRH), causando la retroalimentación de la inhibición de la secreción de la ACTH (hormona adrenocorticotropina o corticotropina). Algunas investigaciones opinan que este sistema de retroalimentación normal puede volverse irregular cuando los animales están expuestos a estrés crónico.
- Permite a los riñones producir orina hipotónica.
- Desconecta el sistema reproductivo, resultando en un incremento de la probabilidad de un aborto no provocado y, en algunos casos, infertilidad temporal. La fertilidad vuelve después de que los niveles de cortisol se hayan reducido de nuevo a los niveles normales.[37]
- Tiene efectos antiinflamatorios mediante la reducción de la secreción de histamina y estabilizando las membranas lisosomales. La estabilización de las membranas de los lisosomas previene de su ruptura, previniendo así el daño de los tejidos sanos.
- Estimula la detoxificación hepática induciendo a la triptófano oxigenasa (para reducir los niveles de serotonina en el cerebro), glutamina sintetasa (reduce los niveles de glutamato y amoníaco en el cerebro), citocromo P-450 hemoproteina (moviliza el ácido araquidónico) y metalotioneínas (reduce los metales pesados en el cuerpo).
- Además de los efectos causados por la unión del cortisol al receptor del glucocorticoide, por su similitud molecular a la aldosterona, también se une al receptor del mineralcorticoide. La aldosterona y el cortisol tienen afinidad similar al receptor mineralcorticoide, sin embargo, los glucocorticoides circulan aproximadamente 100 veces más que el nivel de los mineralcorticoides. Existe una enzima en las dianas de los mineralcorticoides para prevenir la sobreestimulación de glucocorticoides y permitir la actividad selectiva de los mineralcorticoides. Esta enzima, la 11-β-hidorxiesteroide deshidrogenasa tipo II (Proteína: HSD11B2), cataliza la desactivación de glucocorticoides a 11-dehidro metabolitos.
- Hay relaciones potenciales entre el cortisol, el apetito y la obesidad.[38]

### Unión
La mayoría de sueros de cortisol (todos menos un 4%) están unidos a proteínas incluyendo a la globulina fijadora de cortisol (CBG), y a la albúmina sérica. El cortisol libre solo está disponible para los receptores.

### Regulación
El control primario del cortisol es el péptido de la glándula pituitaria, la hormona adrenocorticotrópica (ACTH). La ACTH probablemente controla el cortisol controlando los movimientos de calcio dentro de las células diana de secreción de cortisol. La ACTH es controlada a su vez por el péptido hipotalámico, la hormona liberadora de corticotropina (CRH), que está bajo el control nervioso. La CRH actúa sinérgicamente con la arginina vasopresina, angiotensina II y epinefrina. Cuando los macrófagos activados empiezan a secretar interleuquina-1 (IL-1), que con la CRH aumenta sinérgicamente la ACTH, las células T también secretan glucoesteroides respondiendo al factor modificante (GRMF o GAF) también como a la IL-1, cualquiera de los dos aumenta la cantidad de cortisol requerido para inhibir casi todas las células inmunes. Por lo tanto las células inmunes no pierden toda la batalla por el sinergismo de la interleuquina-1 con la CRH. El cortisol tiene un efecto de retroalimentación negativa en la interleuquina-1 que debe ser especialmente útil para las enfermedades que ganan ventaja forzando al hipotálamo a que secrete demasiada CRH, como por ejemplo la bacteria endotoxina. Las células inmunosupresoras no son afectadas por la GRMF, por lo que el punto de referencia eficaz para las células inmunes puede ser incluso mayor que el punto de referencia para procesos psicológicos. La GRMF (llamada GAF en su referencia) afecta primariamente al hígado antes que a los riñones por algunos procesos psicológicos.
Una media alta de potasio, que estimula la secreción de aldosterona in vitro, también estimula la secreción de cortisol de la zona fasciculada de las glándulas suprarrenales en perros; a diferencia de la corticoesterona, en la que el potasio no tiene ningún efecto. En humanos, la sobrecarga de potasio aumenta la ACTH y el cortisol. Esta es sin duda la razón por la que la deficiencia de potasio crea la disminución del cortisol (que acabamos de mencionar) y porque una deficiencia de potasio causa un decrecimiento en la conversión de 11-deoxicortisol a cortisol. Esto probablemente contribuye al dolor en la artritis reumatoide ya que el potasio de la célula está siempre bajo en esta enfermedad.

#### Factores que, generalmente, reducen los niveles de cortisol
- La suplementación de magnesio reduce los niveles de cortisol sérico después del ejercicio aeróbico, pero no en entrenamiento de resistencia.[49]
- Ácido graso omega 3, en una dosis de forma dependiente (pero no significativamente), puede reducir la liberación de cortisol influenciada por el estrés mental suprimiendo la síntesis de interleuquina-1 y 6 e intensificando la síntesis de interleuquina-2, donde el primero estimula más la liberación de CRH. Los ácidos grasos omega 6, por otro lado, actúan inversamente en la síntesis de interleuquina.
- La terapia musical puede reducir los niveles de cortisol en algunas situaciones.
- El masaje terapéutico.
- Recientemente, las investigaciones en neurociencia han demostrado que la gestión del estrés mediante la meditación y el mindfulness ayuda a estabilizar los niveles de cortisol en el organismo.
- Las relaciones sexuales.
- La risa y la experiencia humorística.[50]
- La fosfatidilserina derivada de la soja interactúa con el cortisol pero la dosis correcta todavía no está clara.[51]
- La Vitamina C puede despuntar ligeramente la liberación de cortisol en respuesta a un estresante mental.[52]
- El té negro puede acelerar la recuperación de una condición de cortisol alta.[53][54]

#### Factores que, generalmente, aumentan los niveles de cortisol
- La cafeína.[55]
- La falta de sueño.[56]
- El ejercicio físico intenso (alto VO2 max.) o prolongado estimula la liberación de cortisol para aumentar la gluconeogénesis y mantener la glucosa en sangre.[57] Una nutrición adecuada y alto nivel de condicionamiento[58] puede ayudar a estabilizar la liberación de cortisol.
- La variación Val/Val del gen BDNF en hombres, y la variación Val/Met en mujeres asociada con el aumento del cortisol salival en una situación estresante.
- El hipoestrogenismo y suplementación de melatonina aumenta los niveles de cortisol postmenopausal en mujeres.
- El estrés está asociado con altos niveles de cortisol.[59]
- Traumas severos o eventos estresantes pueden elevar los niveles de cortisol en la sangre por periodos prolongados.[60]
- El tejido adiposo subcutáneo regenera cortisol de cortisona.[61]
- La anorexia nerviosa puede estar asociada con el incremento del nivel de cortisona.[62]
- El receptor de la serotonina 5HTR2C está asociado con el aumento de la producción de cortisol en hombres.[63]

## Química clínica
- Hipercortisolismo: Niveles excesivos de cortisol en la sangre. (Véase síndrome de Cushing).
- Hipocortisolismo (insuficiencia adrenal): Niveles insuficientes de cortisol en la sangre.

La relación entre el cortisol y ACTH, y los consecuentes trastornos, son de la siguiente manera:
|                       |   | ACTH en el plasma                                                   | |
|                       |   | ↓                                                                   | ↑ |
| Cortisol en el plasma | ↑ | Hipercortisolismo primario (síndrome de Cushing)                    | Hipercortisolismo secundario (tumor pituitario o ectópico, síndrome de Cushing, pseudo-Cushing)         |
| Cortisol en el plasma | ↓ | Hipocortisolismo secundario (tumor pituitario, síndrome de Sheehan) | Hipocortisolismo primario (enfermedad de Addison, Hiperplasia Suprarrenal Congénita síndrome de Nelson) |

Un estudio de 2010 describe el cortisol sérico como un marcador de riesgo de mortalidad en pacientes con síndrome coronario agudo.

## Farmacología
Hidrocortisona es el término farmacéutico que designa al cortisol usado para administración oral, inyección intravenosa o aplicación tópica. Se utiliza como inmunosupresor, administrado mediante inyección como tratamiento a reacciones alérgicas graves, como la anafilaxia y el angioedema, en lugar de prednisolona en pacientes que necesitan tratamiento con esteroides y no pueden tomar medicación oral. Se utiliza también como peri-operatorio en pacientes con síndrome de Addison e hiperplasia suprarrenal congénita sometidos a un tratamiento a largo plazo con esteroides. Puede ser usado tópicamente para reacciones alérgicas, eczemas, psoriasis y otras condiciones de inflamación cutánea. También puede ser inyectada en articulaciones inflamadas debido a enfermedades como la gota.
En comparación con la prednisolona, hidrocortisona posee 1/4 del poder antiinflamatorio, mientras que la dexametasona es aproximadamente 40 veces más fuerte que la hidrocortisona. Para los efectos secundarios, consultar corticosteroide y prednisolona.
Las cremas y los ungüentos de hidrocortisona se pueden comprar sin receta en dosis que van desde 0.05% a 2.5%, dependiendo de las regulaciones locales. Las formas más fuertes están disponibles sólo con receta. Cubrir la piel después de la aplicación aumenta la absorción y el efecto. Dicho incremento a veces es prescrito, pero en otros casos debe ser evitado para prevenir sobredosis e impactos sistémicos.
La publicidad para el complemento dietético CortiSlim (tanto el original como el falso) afirmó que contribuye a la pérdida de peso mediante el bloqueo de cortisol. El fabricante fue multado con 12 millones de dólares por la Comisión Federal de Comercio en 2007 por publicidad engañosa.

## Bioquímica

### Biosíntesis

Esteroidogénesis, mostrando el cortisol a la derecha.

El cortisol es sintetizado a partir del colesterol. La síntesis tiene lugar en la zona media de la corteza suprarrenal (zona fasciculada), lo que da origen a su nombre (cortisol proviene de “cortex”). Aunque la corteza suprarrenal (en la zona glomerulosa) y algunas hormonas sexuales (en la zona reticular) también producen aldosterona, el cortisol es su secreción principal. La médula de la glándula suprarrenal se encuentra bajo la corteza secretando principalmente catecolaminas, adrenalina (epinefrina) y noradrenalina (norepinefrina) bajo estimulación simpática.
La síntesis de cortisol en la glándula suprarrenal es estimulada por el lóbulo anterior de la glándula pituitaria mediante la hormona adrenocorticotropica (ACTH), a su vez estimulada por la hormona liberadora de corticotropina (CRH) que el hipotálamo libera. La ACTH incrementa la concentración de colesterol en la membrana mitocondrial interna a través de la regulación de la STAR (proteína reguladora de la respuesta esteroidal aguda). Además, la ACTH estimula el principal paso limitante en la síntesis de cortisol donde el colesterol es convertido en pregnenolona, catalizado por el Citocromo P450SCC (“Side Chain Cleavage enzyme”, enzima de hendidura de la cadena lateral).

### Metabolismo
El cortisol es metabolizado por el sistema 11 beta hidroxiesteroide deshidrogenasa (11-β-HSD), que consta de dos enzimas: 11-βHSD1 y 11-βHSD2:
- La 11-βHSD1 utiliza el cofactor NADPH para convertir cortisona biológicamente inerte en cortisol biológicamente activo.
- La 11-βHSD2 utiliza el cofactor NAD+ para convertir el cortisol en cortisona.

En general, el efecto neto es que la 11-β-HSD1 sirve para aumentar las concentraciones locales de cortisol biológicamente activo en un determinado tejido, mientras que la 11-β-HSD2 sirve para disminuir las concentraciones locales de cortisol biológicamente activo.
El cortisol también se metaboliza en 5-α-tetrahidrocortisol (5-α-THF) y 5-β-tetrahidrocortisol (5-β-THF), reacciones para las que la 5-α-reductasa y 5-β-reductasa son los factores que limitan la velocidad respectivamente. La 5-β-reductasa es también un factor limitante de la velocidad en la conversión de cortisona para tetrahidrocortisona (THE).
Se ha sugerido que una alteración en la 11-β-HSD1 puede desempeñar un papel en la patogénesis de la obesidad, la hipertensión y la resistencia a la insulina, a veces denominado síndrome metabólico.
Una alteración en la 11-β-HSD2 se ha visto implicada en la causa de la hipertensión esencial y se sabe que conduce al Síndrome de Exceso Aparente de Mineralocorticoides (SAME).

## Neurogénesis
Esta hormona y sus alteraciones se han relacionado con la neurogénesis, especialmente en adultos, lo cual a su vez se ha visto como uno de los factores incidentes en la depresión humana.